# Veronika Čumikova
Veronika Gennad'evna Čumikova (in russo Вероника Геннадьевна Чумикова?; Šichazany, 4 luglio 1994) è una lottatrice russa, specializzata nella lotta libera.

## Palmarès
- Europei

Varsavia 2021: argento nei 59 kg.